# Nainhof
Nainhof ist ein Gemeindeteil des Marktes Hohenfels in Landkreis Neumarkt in der Oberpfalz in Bayern und Kasernenort der US-Army im Truppenübungsplatz Hohenfels.

## Geographische Lage
Der Kasernenort liegt im oberpfälzischen Jura der Südlichen Frankenalb auf ca. 460 m ü. NHN.

## Geschichte
Im 19. Jahrhundert wurde aus Grabhügeln bei Nainhof hallstattzeitliche Funde geborgen.
Um 1494 erscheint „Nainhofen“ in einem Urbar der Herrschaft Hohenfels mit zwei Anwesen. Um 1567 besteht der Ort aus zwei Höfen und einem Gut. Die Ansiedelung ist auch im Kartenwerk von ca. 1600 von Christoph Vogel im Amt Hohenfels vermerkt; sie heißt dort „Nenhof“. Gegen Ende des Alten Reiches, um 1800, bestand Nainhof  aus einem Ganzhof und zwei kleineren Anwesen.
Im Königreich Bayern wurde um 1810 der Steuerdistrikt Großbissendorf im Landgericht Parsberg (später Landkreis Parsberg) gebildet. Zu diesem gehörten die zwei Dörfer Großbissendorf und Großmittersdorf sowie die Einöden Albertshof, Effersdorf, Harras, Nainhof und Oedenthurn. Mit dem zweiten bayerischen Gemeindeedikt von 1818 entstanden daraus die Ruralgemeinden Großbissendorf und Großmittersdorf, wobei Nainhof zu Großmittersdorf gehörte. 1830 wurden beide Gemeinden zur neuen Gemeinde Großbissendorf vereinigt.
Als 1938 damit begonnen wurde, den Heeresgutsbezirk Hohenfels nördlich von Hohenfels anzulegen, war auch Nainhof davon betroffen. Die Ablösung und Räumung des Ortes wurde durch die Reichsumsiedlungsgesellschaft umgesetzt. Ab 1939 wurden wegen des Krieges geplante Baumaßnahmen für das Lager Nainhof nicht mehr umgesetzt, sondern nur ein Barackenlager errichtet, das nur für kurze Zeit mit Truppen belegt war, dann bis Kriegsende als Kriegsgefangenenlager genutzt wurde. Danach wurden hier „Displaced Persons (DP)“ untergebracht, hauptsächlich deportierte Polen, die hier auf die Rückkehr in ihre Heimat warteten.
Am 14. Dezember 1949 wurde der Heeresgutsbezirk durch Bayern aufgelöst und die zahlreichen Neusiedler – Flüchtlinge und Vertriebene – zum 1. Januar 1950 in der provisorischen Gemeinde Nainhof-Hohenfels (über 2000 Einwohner) zusammengefasst. Diese bestand aus 55 Orten; der Hauptort war Nainhof(-Siedlung) mit fast 800 Einwohnern. Bei der Bildung des Truppenübungsplatzes Hohenfels 1951 musste die Siedlung Nainhof bis zum 1. Oktober 1951 geräumt werden, sie wurde als Kasernenort („Camp Nainhof“) der US-Army ausgebaut. Am 6. Oktober 1958 wurde die Gemeinde Nainhof-Hohenfels durch Bayern offiziell aufgelöst und das Gemeindegebiet zum 1. Oktober 1970 zum Markt Hohenfels gegeben. Seitdem ist Nainhof ein amtlich benannter Gemeindeteil von Hohenfels.
Im 19. bis zur Mitte des 20. Jahrhunderts gingen die Kinder 2 km weit nach Großbissendorf in die dortige katholische Schule. Um 1950 hatte die Siedlung Nainhof-Hohenfels eine eigene Schule.

## Gebäude- und Einwohnerzahl
- 1838: 19 „Seelen“, 2 Häuser[14]
- 1861: 12 Einwohner, 5 Gebäude[15]
- 1871: 15 Einwohner, 6 Gebäude; Großviehbestand 1873: 2 Pferde, 16 Stück Rindvieh[16]
- 1900: 18 Einwohner, 2 Wohngebäude[17]
- 1925: 9 Einwohner, 1 Wohngebäude[18]
- 1950: 773 Einwohner, 9 Wohngebäude („Siedlung“), Schule[10]
- 1978: im amtlichen Ortsverzeichnis keine Einwohnerzahl[19]
- 1987: Lager im Truppenübungsplatz (keine Einwohnerzahl)[20]

## Kirchliche Verhältnisse
- Nainhof gehörte zur katholischen Pfarrei Hohenfels im Bistum Regensburg.[21] Um 1950 war Nainhof eine Expositur zu dieser Pfarrei.[10]
- Die evangelischen Christen gehörten um 1950 zur Tochterkirchengemeinde Nainhof-Hohenfels des evangelisch-lutherischen exponierten Vikariats Parsberg.[10]